# 아효부인
아효부인 박씨 (阿孝夫人 朴氏, ? ~ ?)는 신라(新羅)의 공주(公主)이자 남해 차차웅(南解次次雄)과 운제부인(雲帝夫人)의 딸이며 유리 이사금(儒理尼師今) 박환(朴桓) 내로 갈문왕(奈老 葛文王)의 누이였다. 탈해 이사금(脫解尼師今)의 왕비(王妃)이기도 하다.
아효(阿孝)라는 이름을 개인의 인명이 아닌 농경사회에서 사제를 수행하는 집단이나 특정한 직능을 표현한 것이라는 견해가 있다. 신라 상고기 왕비 이름 중에는 '알-'계 이름이 자주 보이는데 이들 왕실 여성이 농작의 풍요를 기원한다는 의미에서 사제라는 특수한 직능과 관련이 있다는 견해이다. '알'이 '아리수', '압록수', '알천'등에서 보이듯이 '물'과 관련이 있으며 ‘비(물)를 주관하는 특별한 지위의 사람’이란 뜻을 나타낸다는 견해가 있다.

## 생애
성은 박(朴)씨이다. 아니부인(阿尼夫人) 아로부인(阿老夫人)이라고도 한다. 신라 제2대 왕 남해왕(南解王)과 그 비인 운제부인(雲帝夫人) 사이에 맏딸로 태어났다.
남해 차차웅은 석탈해의 재능을 알아보고 그에게 맏딸인 아효부인을 시집보냈으며 왕위를 계승하게 하였다. 그러나 석탈해는 유리 이사금에게 지위를 양보하였고 유리 이사금의 천거로 다음 왕위를 계승하게 되었다. 57년 남편 탈해 이사금이 왕으로 즉위하면서 왕비에 책봉되었다.
오랫동안 아들이 없자 탈해 이사금이 시림에서 김알지를 발견하여 양자로 정하면서 김알지의 양어머니가 되었다. 그러나 뒤에 아들 석구추가 태어났다.

## 가계
- 조부 : 혁거세 거서간(赫居世居西干)
- 조모 : 알영부인(閼英夫人)
- 부왕 : 남해 차차웅(南解次次雄)
- 모후 : 운제부인(雲帝夫人)
  - 오빠 : 일지 갈문왕(朴)
  - 오빠 : 유리 이사금(儒理尼師今)
  - 남동생 : 박나로갈문왕(奈老 葛文王)
  - 여동생 : 김명옥에게 출가
  - 남편 : 탈해이사금(脫解尼師今)
    - 아들 : 석구광 (강조(康造)), 갈문왕에 추봉
    - 아들 : 석구추(昔仇鄒)

## 아효부인이 등장하는 작품

### 드라마
- 김수로 문화방송 주말 특별기획 드라마 (MBC, 2010년~2010년, 배우:강별)

## 같이 보기
- 남해 차차웅
- 탈해 이사금
- 박특
- 알영부인
- 유리 이사금

## 참고 문헌
- 김부식 (1145). 〈권제1〉. 《삼국사기》.